# Метрополь (готель, Москва)
Готель «Метрополь» (рос. Гостиница «Метрополь») — готель у центрі Москви класу «5 зірок».
Розташований за адресою: москва, Театральний проїзд, д. 2.

## Історія проєктування та будівництва
Ініціатором будівництва виступив Сава Мамонтов. На його замовлення Вільям Валькот розробив первинний проєкт.
Будувався в 1899—1905 роках.
Будівля «Метрополя» грає виключно важливу роль у формуванні вигляду Театральної площі й площі Революції. Готель є найбільшим суспільним будинком епохи модерну і визнається одним з найзначніших московських історико-архітектурних пам'яток цього стилю.